# Carlos Koo
Carlos Koo es un deportista guatemalteco que compitió en taekwondo. Ganó dos medallas de bronce en el Campeonato Panamericano de Taekwondo, en los años 1996 y 1998.

## Palmarés internacional
| Campeonato Panamericano | Campeonato Panamericano | Campeonato Panamericano | Campeonato Panamericano |
| Año                     | Lugar                   | Medalla                 | Categoría               |
| ----------------------- | ----------------------- | ----------------------- | ----------------------- |
| 1996                    | La Habana (Cuba)        | Medalla de bronce       | –50 kg                  |
| 1998                    | Lima (Perú)             | Medalla de bronce       | –50 kg                  |